# Mythenteles silus
Mythenteles silus är en tvåvingeart som beskrevs av Neal L. Evenhuis 2003. Mythenteles silus ingår i släktet Mythenteles och familjen svävflugor. Inga underarter finns listade i Catalogue of Life.